# 세네트

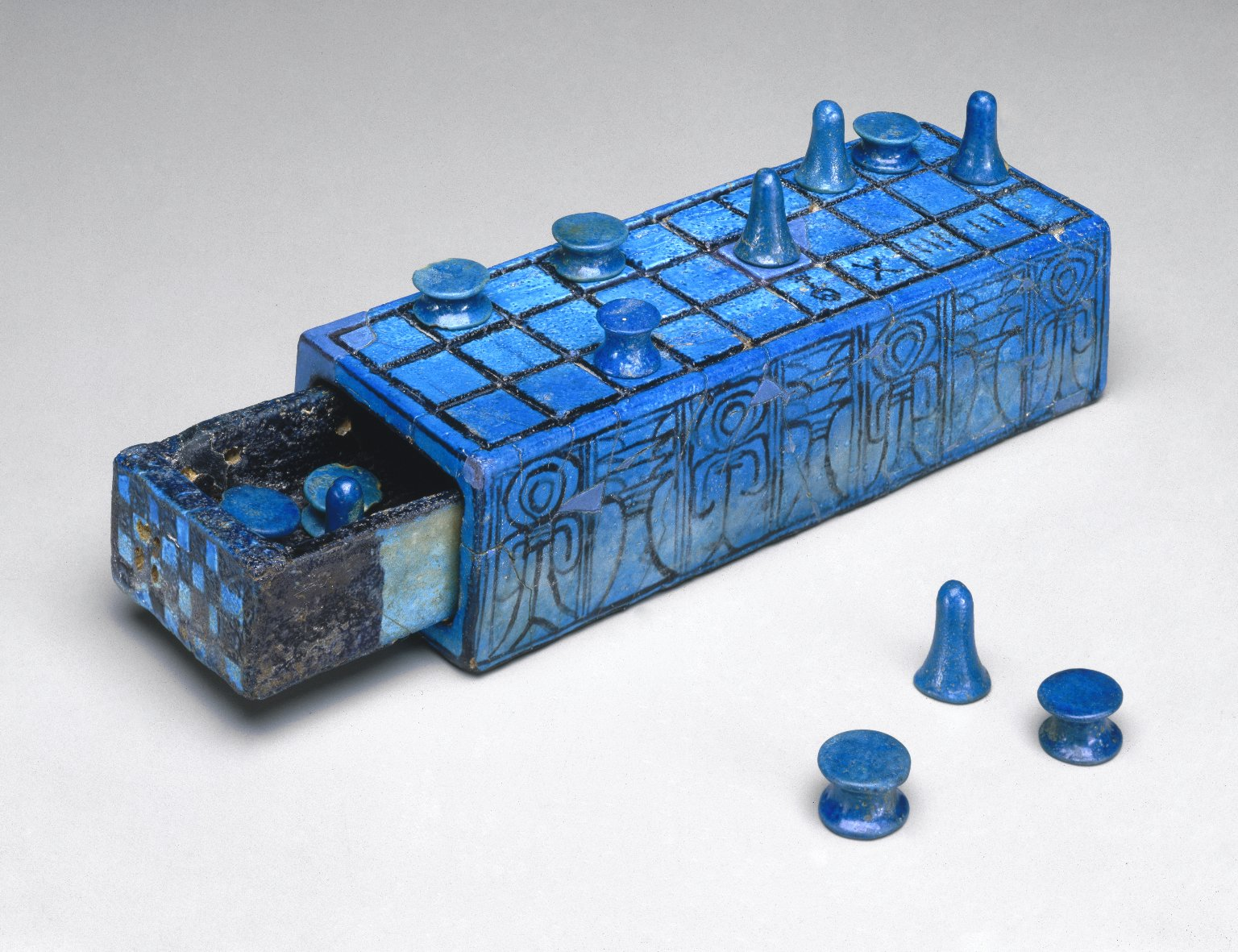

세네트(Senet 또는 senat, 고대 이집트어: 𓊃𓈖𓏏𓏠, 로마자 표기: znt, lit. 'passing'; cf. Coptic ⲥⲓⲛⲉ /sinə/, 'passing, pm')는 고대 이집트의 보드 게임이다. 30평방 놀이판에 10개 이상의 폰(pawn)으로 구성된다. 세네트의 가장 초기 표현은 기원전 2620년 경으로 거슬러 올라간다. 반면 초기 청동기 시대 제2기간의 레반트를 포함하여 유사한 판과 상형 문자 기호가 더 일찍 발견된다. 이 게임은 이집트에서 2,000년의 역사를 가지고 있음에도 불구하고 주요 구성 요소의 변화는 거의 없는 것으로 보인다. 이는 고고학자들이 발견한 다양한 세네트 판과 이집트 역사 전반에 걸쳐 무덤 벽과 파피루스 두루마리와 같은 장소에서 연주되었던 세네트에 대한 묘사를 연구하여 결정할 수 있다. 그러나 이 게임은 로마 시대 이후 더 이상 사용되지 않았으며, 원래의 규칙은 추측의 대상이다.